# 시키시마급 전함
시키시마급 전함(敷島型戦艦)은 일본 제국 해군의 전노급전함이다. 시키시마급 함은 ‘시키시마’, ‘아사히’, ‘하쓰세’, ‘미카사’ 네 척이 제작되었다. 시키시마급은 일본 해군이 러시아 해군에 대항하기 위해 청일 전쟁 후 영국에서 발주한 전함으로 1900년부터 1902년 사이에 준공했다. 시키시마급 전함은 당시 세계 최대의 전함이었다. 또한 부포의 배치와 굴뚝 수의 차이로 ‘아사히’와 ‘미카사’를 준(準) 시키시마급 전함으로 분류하는 경우도 있다.

## 개요
일본 제국 해군은 1896년도와 1897년도 해군 정비 계획에 따라 4척의 전함의 구매하기로 결정했다. 본 급에서는 영국 마제스틱급 전함의 개량형이며, 주포와 부포는 후지급 전함과 같은 40구경 30.5cm 포와 40구경 15.2cm포이다. 속력은 18노트로 후지급보다는 약간 늦었다. ‘시키시마’, ‘아사히’, ‘하쓰세’ 3척은 하비 강(하비 니켈강)이 사용되었으며, 후지급의 절반 정도의 장갑 두께를 가지고 있었다.(방어력 강화) 또한 4번 함인 ‘미카사’는 크루프 스틸 (크루프 시멘트 크롬니켈강)이 사용되어 다른 세 척에 비해 방어력이 강화되었다. ‘시키시마’와 ‘하쓰세’는 대다수 시키시마급과 굴뚝 수 등 유사하여 구별이 어렵지만 정면 앵커 받침대 부분의 모양이 미묘하게 다른 것이 사진에서 확인할 수 있다.
시키시마급 4척이 함께 러일 전쟁에 참가하여 후지급 두 척과 함께 제1함대 제1전대를 편성해 일본 해군의 주력으로 활약했다. ‘하쓰세’는 1904년 5월 15일 뤼순 항 밖에서 기뢰에 닿아 침몰했지만, 나머지 3척은 황해 해전, 쓰시마 해전에 참가하여 승리에 공헌했다. 그 후 워싱턴 해군 군축 조약에 의해 3척이 함께 군함으로 보존을 그만 ‘미카사’는 기념 함은 ‘시키시마’와 ‘아사히’는 연습함이 되었다. ‘아사히’는 공작함으로 개조되어 중일 전쟁과 태평양 전쟁에 참가하였으며, 1942년 5월 26일 미국 잠수함 새먼(USS Salmon)에 의해 격침되었다. ‘시키시마’만 전쟁이 끝날 때까지 해군에 재적하고 있었다.

## 설계

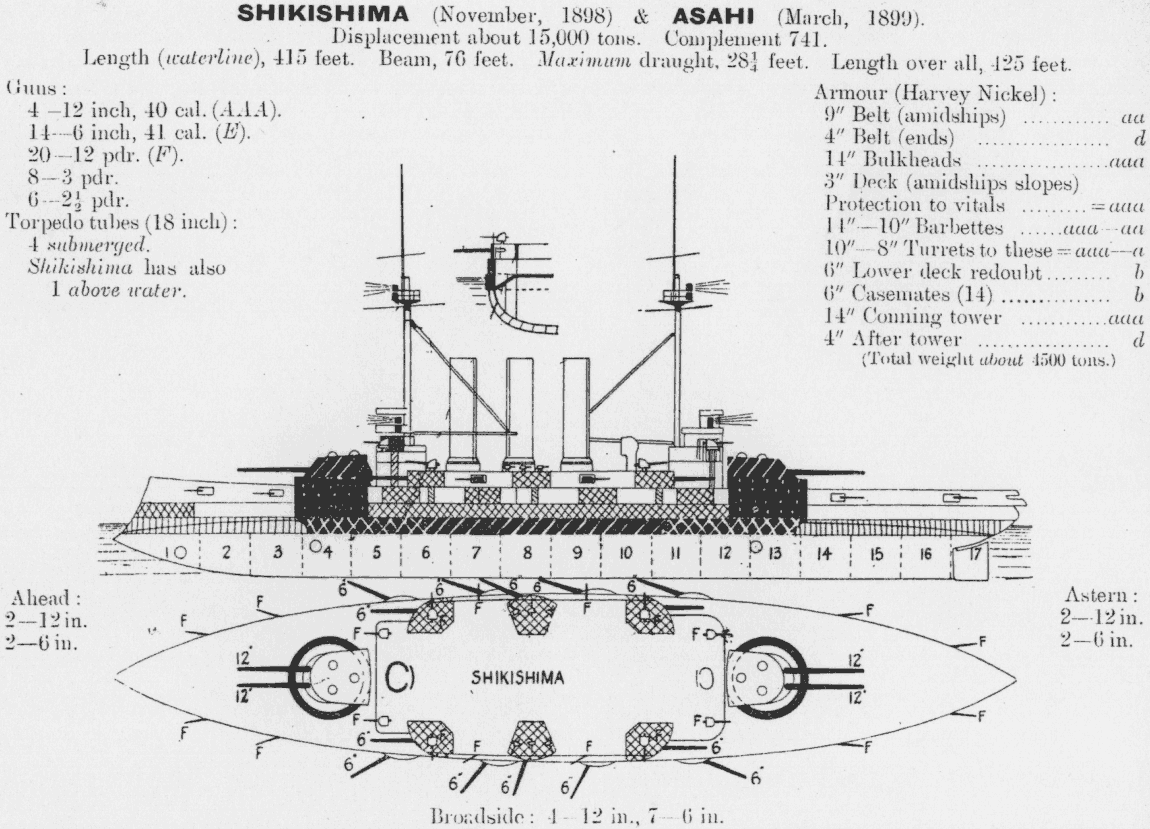
제인의 1906년 전함에 그려진 좌현과 갑판 플랜

선체 형상은 전형적인 평갑판형 선체이며, 능파성을 좋게하기 위해 높은 건현을 가지고 있다. 함수에는 아직 충각이 붙어 있다. 주포는 전에 급에 이어 ‘암스트롱 1898년형 30.5cm (40구경) 포’를 쐐기형의 연장 포탑에 담아 함수 갑판에 1개, 그 뒤에 사령탑 하단에 내장하고 있고, 양쪽에 함교를 가진 조타 함교 뒤에 단각식의 중간부에 감시소가 있는 밀리터리 돛대가 선다. ‘시키시마’와 ‘하쓰세’는 선체 중앙부에는 일정한 간격으로 늘어선 3개의 굴뚝이 서 있지만, ‘아사히’와 ‘미카사’는 2개의 굴뚝을 가지고 있었다. 굴뚝의 주위에는 연통형 통풍통이 늘어서 있다. 그 바깥 가장자리는 함재정을 보관하는 곳이 있으며, 현측에 2개를 한 세트로 보트 닻 기둥이 편현에 4쌍씩 총 8조와 함재정 창고의 뒤에서 후방 군사 돛대에 달린 크레인 1기를 통해 운용되었다. 부포로는 15.2cm 속사포가 현측 부분에 편현에 7개씩 총 14개의 케이스메이트에 배치되었다. ‘시키시마’와 ‘하쓰세’는 상갑판에 6개, 중간 갑판에 8개가 있고, ‘아사히’와 ‘미카사’는 상갑판에 4개, 중간 갑판에 10개 배치되어 있다. 기타 장비로 대 어뢰정 포로 7.6cm 속사포가 단장포가에서 함상과 현측면부의 여러 곳에 20개의 근접 무기로 밀리터리 돛대에 4.7cm 단장기계포가 단장포가로 8기가 배치되었다. 선미 갑판에 후방 함교가 시작이고, 뒷 쪽의 2번 주포탑의 순이다. 각 함의 선체 차이는 다음과 같다.
| 명칭     | 한자 | 상비배수량 | 전장    | 전폭   | 흘수  | 승무원 |
| -------- | ---- | ---------- | ------- | ------ | ----- | ------ |
| 시키시마 | 敷島 | 14,850톤   | 133.5m  | 23.1m  | 8.31m | 836명  |
| 하쓰세   | 初瀬 | 15,000톤   | 134.02m | 23.38m | 8.23m | ↑      |
| 아사히   | 朝日 | 15,200톤   | 129.62m | 22.92m | 8.31m | ↑      |
| 미카사   | 三笠 | 15,140톤   | 131.67m | 23.23m | 8.28m | 859명  |

## 무장

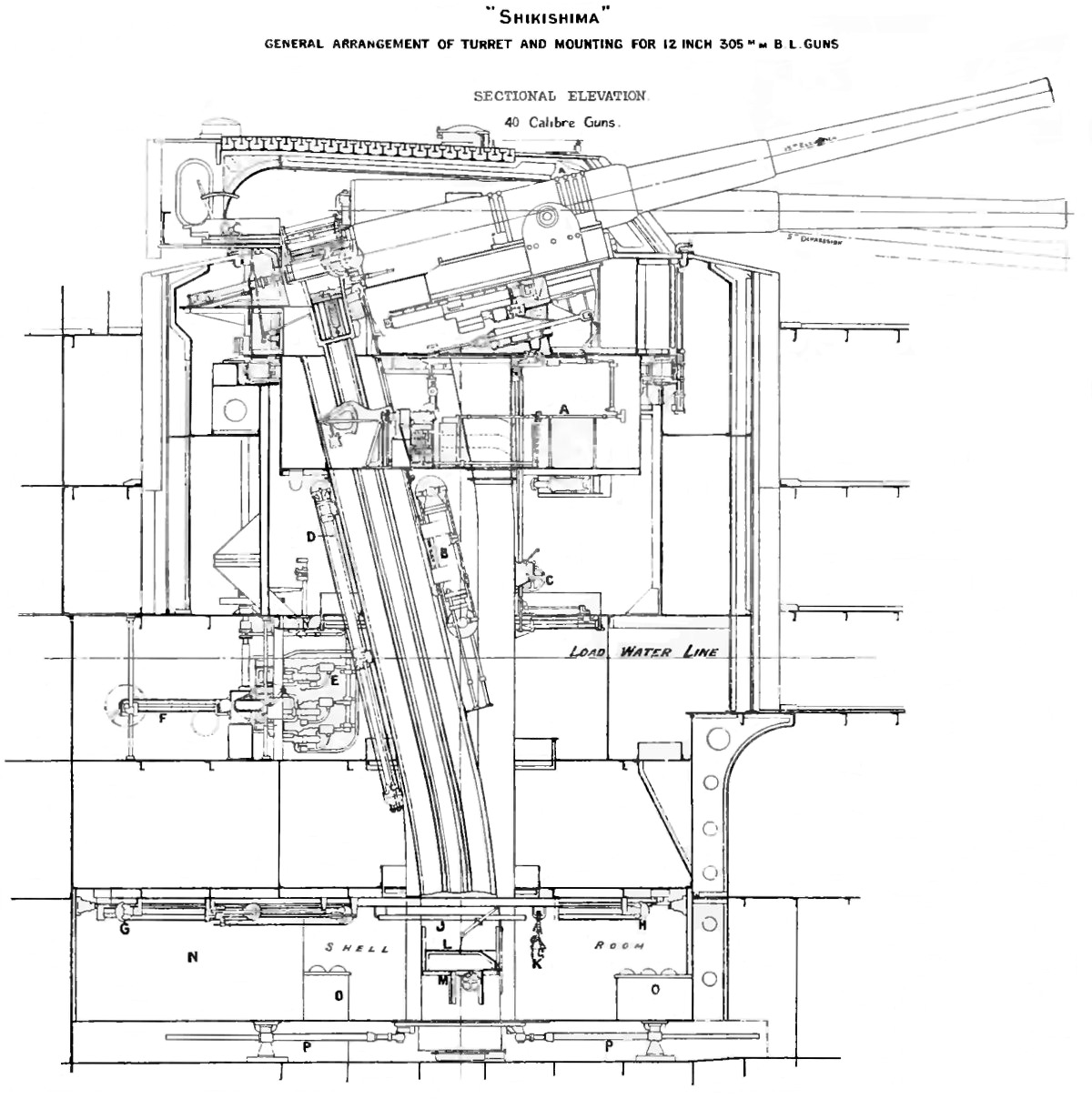
수직 12인치 건터렛과 양탄 호이스트

### 주포
주포는 암스트롱 휘트워스 사가 새로 설계한 ‘암스트롱 1898년형 30.5cm (40구경) 포’이다. 그 성능은 무게 386㎏의 포탄을 앙각 15도에서 최대 사정거리 13,700m까지 발사할 수 있는 성능을 가지고 있었다. 이것을 새로 설계한 포탑에 담았다. 이 포탑은 좌우로 150도 회전할 수 있는 포탑의 포신에 앙각 15도, 부각 5도 사이에서 위아래로 움직일 수 있었다. 포탄의 장전 장치는 고정각 장전 형식으로 바베트의 양탄통을 내장하여 어떤 선회 각도에서도 분당 1발 간격으로 발사할 수 있었다.
게다가 ‘미카사’에만 포가 신형 BVI형이 설비되어 있고, 양탄통은 2단계로 되어 있어 방어 효과가 높았으며, 장전 기구의 개량으로 발사 속도는 약 20% 정도 빨라졌다.

### 부포 등
부포로는 새로 설계한 ‘1895년형 15.2cm (40구경) 속사포’를 채택했다. 그 성능은 45.4㎏의 포탄을 앙각 20도에서 최대 사거리 9,140m까지 발사할 수 있었다. 이 포를 단장포가에 14기를 배치했다. 포가는 포신을 앙각 20도, 부각 5도 사이에서 위아래로 움직일 수 있으며, 150도 회전 각도를 가지고 있었다. 분당 5 ~ 7발 간격으로 발사할 수 있었다.
다른 근접 무기로는 ‘암스트롱 7.6cm (40구경) 속사포’를 채용하고 있다. 그 성능은 1.5kg의 포탄을 앙각 40도에서 10,740m까지 발사할 수 있으며, 부앙 앙각 65도, 부각 10도로 발사 속도는 분당 15발이었다. 그 밖에 주포로는 감당하기 힘든 목표물에 대한 대비책으로 45.7cm 어뢰발사관을 수선 아래 편현에 2문씩 수중발사관과 함수 수선부에 수상발사관 1문 등 총 5문을 장비하였지만, ‘미카사’에는 수상발사관을 가지고 있지 않다.

## 방어
시키시마급에서 장갑판의 재질이 하비 니켈 강판으로 강화되어 방어력이 향상되었다. 방어 방식은 당시의 주류였던 박스 시타델을 채용하고 있는데, 1번 주포탑에서 2번 주포탑에 걸친 수선부에는 장갑 두께가 229mm로, 앞뒤의 수밀 격벽은 152mm에서 356mm로 덮었다. 시타델에서 앞의 함수와 함미의 수선부에는 102mm 장갑이 둘러져 있고, 충각 부근은 51mm였다. 수선부에서 위의 중갑판까지의 측면부는 152mm 장갑으로 방어되고 있었다.
갑판부의 수평 방어는 102mm와 25mm이다. 주 포탑은 전면 쉴드가 254mm이고, 측면은 203mm로 바베트 부분의 갑판은 356mm로, 아래쪽으로 갈수록 203mm로 얇아졌다. 15.2cm 속사포 케이스메이트 부분은 51mm에서 152mm였다. 사령탑은 가장 두꺼운 부분이 356mm였다. 수선 아래의 방어는 함저 부분에서 수선부 장갑까지 이중 바닥으로 둘렀고, 수밀 격벽은 2층식이었다. 당시에는 어뢰나 기뢰를 미장착한 적도 있어, 본격적인 기뢰전이 이루어지게 되었던 러일 전쟁에서 ‘하쓰세’가 기뢰에 맞아 항행 불능에 빠져 견인 준비 중에 또 한번 기뢰에 맞아 탄약고에 불이 붙어 불과 2분 만에 침몰한 것으로 방어력의 부족을 증명하는 것이었다.
‘미카사’만이 최신 크루프 시멘트 테드(통칭 : KC 스틸)가 채용되어 약 30%의 방어력 향상되었다. 따라서 갑판부 방어력을 떨어뜨리지 않고 102mm에서 76mm로 두께를 줄일 수 있었다. 또한 함수와 함미 수선부는 102mm에서 178mm로 두께를 두텁게 했고, 현측 장갑도 152mm 장갑으로 상갑판부까지 기갑 범위가 늘어나서 방어력이 높아졌다. 15.2cm 속사포도 장갑 격벽으로 구분된 개별 포실을 가지고 있었으며 피탄 을 당했을 때의 피해도 극소화 시켰다.

## 기관
시키시마급의 기관은 베르베르식 석탄 전소 수관 연통 25개에, 수직형 3단 팽창식 4기통 왕복기관 2기와 2축 추진의 조합으로 최대 출력 14,500마력으로 18노트 속력을 발휘했지만 ‘아사히’와 ‘미카사’는 15,000마력으로 속력은 같다. 보일러 배치가 다르기 때문에 ‘시키시마’와 ‘하쓰세’는 굴뚝 3개로 ‘아사히’와 ‘미카사’는 굴뚝 2개가 달려있었다.